# Computerspelgenre
Een computerspelgenre of videospelgenre wordt gebruikt om computerspellen te categoriseren, gebaseerd op de gameplay in plaats van op visuele verschillen of verschillen in het verhaal. Het genre van een computerspel wordt gedefinieerd door een reeks gameplay-uitdagingen. Computerspellen worden geclassificeerd los van de inhoud en configuratie, in tegenstelling tot andere fictiewerken, zoals boeken en films. Of een actiespel zich nu bijvoorbeeld afspeelt in de ruimte of in een fantasiewereld, het blijft een actiespel.
Hieronder volgt een lijst van genres en subgenres. De lijst is niet volledig, maar de meeste staan hier genoemd. Tevens moet worden opgemerkt dat veel computerspellen niet louter tot één genre behoren: vaak worden elementen uit verschillende genres gecombineerd.

## Actie

### Beat 'em up
Beat 'em up is een genre waarin een of twee spelers het opnemen tegen meerdere vijanden, met of zonder wapens (haast nooit vuurwapens). Het genre wordt gekenmerkt door het van links naar rechts en sectie per sectie doorlopen van het level, in elk van de secties moeten alle vijanden verslagen worden voor men verder kan gaan naar het volgende deel. Op het einde van elk level komt er in bepaalde spellen een zogenaamde boss fight waarbij de speler het moet opnemen tegen een veel sterkere vijand. Voorbeelden van spellen uit dit genre zijn Double Dragon, Golden Axe en Streets of Rage.

### First-person shooter
De first-person shooter is het genre waarbij de speler door de ogen van de hoofdrolspeler en in een driedimensionale omgeving het spel doorloopt. Het draait bij first-person shooters om het vuurgevecht, zowel op lange als op korte afstand. Het spel dat als eerste first-person shooter beschouwd wordt is Wolfenstein 3D uit 1992, de invloedrijkste is echter Doom, dat één jaar later uitkwam. Games die op Doom leken werden vaak "Doom-clones" geheten nog voor de term first-person shooter gebruikt werd. Oorspronkelijk werden de first-person shooters enkel op pc uitgebracht, maar vanaf 1997 deed het genre met GoldenEye 007 ook op de spelcomputers zijn intrede. Het succes van Halo: Combat Evolved in 2001 zorgde ervoor dat het genre nu op de meeste platformen speelbaar is. Naast de offline campagne hebben vele first-person shooters ook de mogelijkheid tot multiplayer.

### Platformspel
Een platformspel is een computerspel waarbij de speler zich door een wereld vol obstakels baant. Het doel van het spel is om heelhuids van het begin naar het einde te gaan en daarbij alle obstakels te overwinnen. Vaak gebeurt dit door te springen, te lopen en te schieten. Tevens dienen in vele platformspellen voorwerpen (munten, fruit, power-ups) verzameld te worden die tijdelijke of blijvende bonussen verschaffen. Voorbeelden van 3D-platformspellen zijn Crash Bandicoot en Rayman. Voorbeelden van 2D-spellen zijn Duke Nukem, Super Mario Bros., Sonic the Hedgehog en Earthworm Jim.

### Shoot 'em up
In dit subgenre van schietspellen controleert de speler een personage, meestal een ruimteschip, waarbij hij of zij het moet opnemen tegen vele vijanden terwijl hij of zij de kogels van de vijand ontwijkt. De speler moet vooral vertrouwen op reactiesnelheid en kennis van het level om het tot een goed einde te brengen. Er zijn verschillende soorten shoot 'em up; ze worden voornamelijk gecategoriseerd door de manier waarop de speler zich beweegt. De voornaamste zijn: fixed shooters, scrolling shooters en rail shooters. R-type is een horizontal shooter; de speler speelt een klein ruimteschip dat altijd aan de linkerkant van het scherm vliegt en dat hij van rechts op zich ziet afkomen.

### Third-person shooter
Het grote verschil met de first-person shooter is het camerastandpunt. Bij first-person shooters ziet de speler zijn avatar nooit, terwijl hij bij een third-person shooter zijn personage voortdurend ziet. Omdat het zicht van de speler niet door de ogen van de protagonist is maar van een afstand, heeft hij een beter overzicht van de situatie en zijn vijanden, wat een tactisch element toevoegt. Soms is het onderscheid tussen de first- en third-person shooter ook niet helemaal duidelijk. Dit is het geval bij Metroid Prime, waar men vooral in first-person speelt, maar de camera in third-person schakelt wanneer men in de Morph Ball transformeert.

## Avontuur
Dit soort spellen houden in dat de speler een kamer, gebouw of eiland verkent en een hele hoop kleine puzzels oplost met informatie en items die vaak op heel andere plekken te vinden zijn. De aaneenschakeling van puzzels leidt tot de oplossing van het verhaal.

### Action-adventure
Action-adventure-spellen zijn een samengaan van de genres actiespel en adventure, waarbij men zowel puzzels oplost als vijanden bevecht. De verhaallijn in dit genre is meestal beter en dieper uitgewerkt dan in de normale actiespellen, ook heeft de speler hier zowel mentale als fysieke uitdagingen, een schoolvoorbeeld hiervan is Prince of Persia. Het tempo waarop gespeeld wordt ligt meestal veel hoger dan bij adventures maar lager dan bij actiespellen. Soms is het moeilijk om een onderscheid te maken of een spel al dan niet een action-adventure-spel is. Bijvoorbeeld, een actiespel met puzzels zal soms bestempeld worden als een action-adventure-spel, maar als die puzzels te makkelijk zijn wordt het soms ook gewoon een actiespel genoemd.

### Stealthspel
In een stealthspel wordt een speler beloond wanneer hij of zij antagonisten vermijdt of overwint. Een stealthspel draait, in contrast met een actiespel, meer rond geduld, onopgemerkt blijven (bijvoorbeeld het vermijden van gevechten en het maken van geluid) en het gebruiken van listen (bijvoorbeeld vermommingen), dan met getrokken pistolen een kamer binnenstormen. Sommige spellen stellen de speler in staat te kiezen tussen een stealth-benadering of een directe aanval op antagonisten, waarbij de speler een grotere beloning krijgt wanneer hij of zij voor stealth kiest.

### First-person adventure
De first-person adventure is een point-and-click adventure vanuit het eerstepersoonsperspectief, waarbij er weinig interactie is met personages. Dit genre wordt gekenmerkt door haar hoge grafische kwaliteit en is bekend van onder andere Myst.

### Point-and-click adventure
De point-and-click adventure is een avonturenspel waarbij de speler in interactie treedt met de spelwereld en de objecten en personages erin. Deze interactie gebeurt met een muis, die vaak contextgevoelig is of gebonden is aan een specifieke interactie (zoals 'kijk', 'beweeg' 'gebruik)'. Door middel van de interactie tracht de speler de puzzels waarmee hij of zij geconfronteerd wordt op te lossen. Bekende point-and-click adventures zijn Monkey Island, Grim Fandango en Sam & Max Hit the Road.

### Visuele roman
Een visuele roman (ook wel visual novel in het Engels of bijuaru noberu in het Japans) is een Japans computerspelgenre dat bestaat uit visuele beelden, stemmen en muziek, gecombineerd met een uitgebreide verhaallijn.

## Computer role-playing game
Ooit begonnen als een type bordspel waar veel rekenwerk voor nodig was, is de role-playing game uitermate geschikt om op de computer te zetten, daar die veel sneller kan rekenen. Kenmerkend aan het rollenspel is dat elk personage bestaat uit verscheidene kenmerken. Deze kenmerken kan men door ervaring op te doen, vaak door het afwerken van een queeste of het verslaan van tegenstanders, verbeteren en zodoende het personage uitbouwen. Het uitbouwen van het personage, het overleven van gevechten en het doorlopen van de verhaallijn vormen de belangrijkste kenmerken van de computer role-playing game.

### J-RPG
Dit spel lijkt vaak niet op zijn westerse tegenhangers, hoewel het toch dezelfde basiselementen bevat. De J-RPG heeft vaker heldere, op anime gebaseerde graphics, jongere personages en een vaak heel erg goed, doch lineair, uitgewerkt verhaal  met lange dialogen. De lineariteit van het verhaal zorgt ervoor dat er vaak geen eigen personage kan worden aangemaakt of dat het personage van de speler het verhaal kan beïnvloeden. Het levellen richt zich vooral op het aanvalsaspect. Het vechtsysteem wordt vaak afgekeken van het hack-and-slashgenre, oudere spellen doen dit zelfs turn-based. de J staat voor Japan, uiteraard omdat ze daar gemaakt worden en veel populairder zijn. Slechts enkele titels krijgen populariteit hier, maar die doen het dan vaak erg goed. Denk maar aan Final Fantasy X.

### Westerse RPG
De westerse RPG wordt getypeerd door donkere graphics, oudere personages en een nadruk op niet-lineaire gameplay, vrijheid en realisme. Westerse RPG's hebben daarom vaak een open einde en een open wereld. Naast de aanwezigheid van de open wereld wordt het gevoel van vrijheid gecreëerd door een dialoog-systeem waarbij de speler keuzes moet maken. Zo kan de speler de plot in een bepaalde richting sturen of de relaties tussen de personages beïnvloeden. In tegenstelling tot de J-RPG waarbij occasioneel sidequests gedaan kunnen worden die afwijken van de verhaallijn zal hier de verhaallijn veel losser zijn. De speler heeft meer mogelijkheden om zich te verplaatsen en om verschillende puzzels op verschillende manieren op te lossen. Het grote voorbeeld van spellen met een enorme open wereld is de The Elder Scrolls-reeks. Westerse RPG's zijn ook gekenmerkt door de nadruk op individualisme, dat wordt gekenmerkt door de mogelijkheid om de eigen protagonist samen te stellen, zowel wat betreft statistieken als uiterlijk.

### Text-based RPG
In dit obscure subgenre van de turn-based RPG bestaat de hele spelwereld, de personages, de gameplay en de gebeurtenissen uit proza. De speler kan acties uitvoeren door bijvoorbeeld "go west" of "open mailbox" te typen. Zork is hiervan het bekendste voorbeeld. Hoewel de productie van deze spellen lang stillag, speelden liefhebbers nog steeds hun eigen rollenspellen in chatboxen en fora. Dit was zonder een geprogrammeerde gameplaymechaniek, maar men spreekt regels af en kiest een spelmeester. Enkele jaren terug maakte de text-based RPG een kleine comeback met online versies zoals Dark Throne, waar meerdere spelers tegelijk in konden spelen.

### Hack and slash
Een team of een personage (Engels: character) wordt tegen een groep tegenstanders of één grote vijand gesteld. Vaak moeten deze groepen een voor een worden afgehandeld, en in sommige spellen als Final Fantasy komt in het gevecht zelf elke speler apart aan de beurt. Elk personage beschikt over een reeks basisaanvallen, maar net als in fighting games kunnen er vaak combo's worden uitgevoerd of speciale aanvallen aangekocht worden. Het upgrade-systeem lijkt vaak op dat van RPG's. Het typevoorbeeld van een hack and slash-spel is Diablo.

### MMORPG
De massively multiplayer online role-playing game (MMORPG) doet vrijwel wat de titel zegt. Honderden spelers zitten online tegelijkertijd in dezelfde wereld. De aandacht is hier minder op het verhaal gericht maar eerder op het verbeteren van de vaardigheden. Weinig spellen laten de spelers echter tegen elkaar vechten; de spelers helpen elkaar eerder in het verslaan van vijanden, soms wel met tientallen tegelijk.

### CORPG
Een competitive online role-playing game (CORPG) is een spel gelijkaardig aan een MMORPG, maar eerder gericht op het vechten van twee spelers tegen elkaar (zonder tussenkomst van NPC's). Veelal maakt dit type spel deel uit van een MMORPG, waaronder het spel Guild Wars, Guild Wars Factions en ook Guild Wars Nightfall.

## Horror

### Survival horror
Survival horror is een computerspelgenre gebaseerd op horrorfilms, waarin het primaire doel van de speler is om te ontsnappen aan een gevaar uit horrorfictie zoals zombies of bovennatuurlijke wezens. Een bekend voorbeeld van dit genre is Resident Evil.

### Psychologische horror
Psychologische horror draait, in tegenstelling tot de survival horror, veel minder om bloed, geweld en vechten. Psychologische horrorspellen draaien om het bang maken van de speler. Zo wordt er veel gebruikgemaakt van donkere sets, bewegende schaduwen of bijvoorbeeld dingen die uit zichzelf bewegen. Muziek klinkt meestal onheilspellend en vijanden vallen vanuit het niets aan. Vaak wordt er gebruikgemaakt van misvormingen en ziektes op lichamen. Dit alles wordt gedaan om de speler een oncomfortabel gevoel te geven.
Verder heeft de speler over het algemeen altijd weinig ammunitie. Ook bezit de speler geen sterke wapens, zoals in andere spellen. De gezondheid van de speler is vaak laag, waardoor de speler extra voorzichtig moet zijn. Dit draagt bij aan de gecreëerde spanning.
Een goed voorbeeld van een psychologisch horrorspel is Condemned: Criminal Origins en Condemned 2: Bloodshot.

## Strategie

### Real-time strategy
Bij real-time strategy-spellen kent de actie een continu verloop. Hierdoor verandert de spelwereld non-stop. Als gevolg hiervan moet de speler constant acties uitvoeren en beslissingen nemen om de overwinning te behalen. Het is dit tijdsverloop dat de real-time strategy van de turn-based strategy onderscheidt. Vaak moet de speler in dit genre grondstoffen verzamelen, een basis bouwen en vervolgens eenheden produceren. Voorbeelden van real-time strategy-spellen zijn StarCraft, Warcraft, Command & Conquer, Dune en Total Annihilation.

#### Real-time tactics
Dit subgenre van de real-time strategy-spellen wordt getypeerd door de kleinere schaal en de afwezigheid van de opdracht om een basis uit te bouwen en eenheden te produceren. De speler moet met een beperkt aantal eenheden aan de hand van militaire tactieken operaties uitvoeren. Pas aan het einde van een al dan niet geslaagde missie kan de speler zijn eenheden versterken. Hierdoor stijgt het belang van de individuele eenheid, in tegenstelling tot de real-time strategyeenheid die vervangbaar is. Voorbeeldtitels zijn de serie Close Combat, Ground Control en World in Conflict.

#### Grand strategy
In een grand strategy-spel ligt de nadruk op de grand strategy en heeft de speler geen controle over individuele eenheden maar over ganse legers. De speler wordt aan het hoofd van een staat geplaatst waarvan de economie, diplomatie en het militaire apparaat gebruikt dienen te worden om de overwinning te halen. Deze spellen hebben een grote diepgang en zijn vaak erg gedetailleerd. Voorbeelden van dit genre zijn de meeste spellen van de uitgever Paradox.

### Turn-based strategy
In turn-based strategy-spellen worden acties in het spel beurt per beurt gedaan op aangeven van de spelers. Dit tragere tempo in vergelijking met real-time strategy laat de spelers toe hun beurten nauwgezet te overdenken. Dit zorgt ervoor dat winnen of verliezen minder afhangt van de snelheid van het muisklikken maar meer van het strategisch inzicht van de speler. Dit genre van strategiespelen leunt nauw aan bij bordspelen.
4X games
In 4X games is het de bedoeling dat spelers een rijk verwerven, besturen, uitbreiden en handhaven door middel van de vier E’s: explore, expand, exploit, and exterminate. Deze spellen zijn behoorlijk complex, doordat de speler rekening moet houden met alle aspecten van zijn rijk, zowel op micro- als macroniveau. Tot dit genre behoren: Civilization, Galactic Empires en Master of Orion.
Turn-based tactics
Bij turn-based tactics ligt de nadruk op de kleinschaligheid van een conflict en heeft de speler de controle over een klein aantal eenheden, die alle ervaring opdoen en waarvan de uitrusting aan te passen is. Dit genre kent dan ook veel raakvlakken met de role-playing games. Bekende voorbeelden zijn Jagged Alliance, X-COM en Heroes of Might and Magic.
Wargames
Bij wargames ligt de nadruk op grote, vaak historische conflicten waarbij het vechten zelf centraal staat. Bij een wargame gaat het erom binnen een bepaald aantal beurten bepaalde doelen te bereiken. Panzer General is een typische wargame.

## Simulatie

### Stedenbouwsimulatie
De bedoeling van de stedenbouw- of stadsimulatie is het uitbouwen van een efficiënte stad om zo de vooropgestelde doelen te behalen. Factoren als politiek, ecologie, natuurrampen en de gemoedsrust van de bevolking spelen hier een belangrijke rol bij. De bekendste spellen in dit genre zijn SimCity, waarbij de speler een stad in de twintigste eeuw moet bouwen en ervoor zorgen dat alle inwoners tevreden blijven, en de Caesar-reeks, waarin de speler een Romeinse stad bestuurt.

### Bouw- en managementsimulatie
In het tycoonspel neemt de speler de rol van een ondernemer of industrieel aan. Deze games simuleren een economische werkelijkheid waarbinnen de speler specifieke doelen moet halen door efficiënt te investeren. De onderwerpen van dit genre zijn heel divers en lopen van pretparken tot spoorwegen. bekende games zijn RollerCoaster Tycoon, Hospital en Railroad Tycoon of Traffic Giant.

### Vluchtsimulatie
In het genre van de vluchtsimulatie, vliegsimulatie of flightsim wordt de speler in de cockpit van een realistisch vliegtuig geplaatst en dienen er verschillende missies gevlogen te worden. Kenmerkend aan de vliegsimulator is het realisme: de realiteit wordt haarfijn nagebootst, van de turbulentie tot de vele knopjes in het voertuig, van het zwaartepunt tot het perfect landen. Zowel de burgerluchtvaart als militaire luchtvaart zijn onderwerpen die aan bod komen in dit genre. Voorbeelden zijn: Microsoft Flight Simulator X voor de burgerluchtvaart en IL Sturmovik voor de militaire luchtvaart. Gelijkaardig aan de vliegsimulatie is de voertuigsimulatie, die zich vaak op het simuleren van tanks of ander militair materiaal (zoals sciencefictionrobots) toespitst.

### Levenssimulatie
De Sims is hiervan bij uitstek het bekendste voorbeeld, en als men online gaat is dit ongetwijfeld Second Life. Daaruit kunnen we de bedoeling van het spel al afleiden: het leiden van een tweede leven. Deze spellen hebben geen doel, zelfs sterven hoeft niet ontweken te worden, en laten de speler veel keuzes in hoe hij het spel wil spelen. Er is vaak echter wel een thema, en hier zullen de meeste van de mogelijk acties dan naar neigen. Zo is The Sims: Beestenboel gericht op het opvoeden van een huisdier in een gezinssituatie, en Second Life op sociaal contact met onbekenden.

## Sport

### Racen
De speler racet een circuit af tegen de tijd, de computer, of andere spelers (online of offline). Hoewel veel racing games tegenwoordig op car simulators lijken, blijven er sprekende verschillen. In de racing game zijn vaak onrealistische powerups beschikbaar, zoals nitro-boost bij krijgen door het schampen van een tegenspeler. Er zijn ook varianten waar het wat duidelijker is, zoals er zijn de cartoon racers (bijvoorbeeld Mario Kart) of racers met ruimtetuigen.

## Puzzel
Bij puzzelspelen is het de bedoeling om door logisch inzicht de aangeboden puzzels op te lossen. Voorbeelden van puzzelspelen zijn Mahjongg, Tetris, Lemmings, Bubble Bobble en Mijnenveger.

## Partyspel
Dit haast voor de console exclusieve genre is ontworpen om met vele zowel onervaren als ervaren spelers tegelijk te spelen. Er wordt vaak creatief gebruikgemaakt van de controllers; de micro's bij Singstar, de gitaren van Guitar Hero en de vele manieren van gebruik en uitbreidingen die voor de Wii-controller mogelijk zijn.

## Overige
De genres hieronder onderscheiden zich niet van de andere genres wat betreft gameplay, maar door het doel waardoor ze tot stand zijn gekomen.

### Casual game
Dit is een tamelijk nieuw genre dat zijn populariteit te danken heeft aan het snellere internet, daar de meeste casual games browser-based zijn. Dit zijn dus kleine, vaak gratis spellen die niet op een pc bewaard worden en steeds opnieuw gedownload moeten worden. Het spel zelf is vaak erg simpel: alles is tweedimensionaal, kleurrijk en er is maar één doel. Als er een verhaal is, is dit in minder dan 30 minuten uitgespeeld en de bediening wordt eenvoudig gehouden. De gameplay varieert van puzzels tot gezelschapsspellen tot simpele platformspellen. Een goed voorbeeld hier van is Bejeweled. Naarmate de casual game populairder werd zijn de spellen ook ontwikkeld en worden ze wat groter, ingewikkelder en soms alweer als dusdanig verkocht. PopCap Games is hierin een belangrijke figuur.

### Educatief
Het educatief spel tracht de speler iets te leren onder het mom van een spel. Het genre is daarom veelal gericht op jonge gebruikers (kleuters en lagere school) doordat de aan te leren materie vrij eenvoudig is en vrij eenvoudig in een spel verwerkbaar is. Voorbeelden hiervan zijn Miel Monteur, Freddi Fish en Putt-Putt.